# Йоган Клауберг
Йоган Клауберг (нім. Johannes Clauberg; (1622—1665) —  німецький  натурфілософ —  картезіанець.
Ревно поширював філософію Декарта. Його твори схвалювалися Декартом і високо цінувалися Лейбніцем. Його збірка «Opera philosophica» була видана в Амстердамі в 1691 р.